# Vajda Béla (filmrendező)
Vajda Béla (Kisújszállás, 1935. április 24. – ?, 2011. szeptember 14.) filmrendező. Testvére, Vajda Sándor (1940–1999), a Benkó Dixieland Band bőgőse volt.

## Életpályája
Szülei: Vajda Béla és Jancsó Erzsébet voltak. A Kandó Kálmán Műszaki Főiskola diákja volt. 1964–1968 között a Színház- és Filmművészeti Főiskola film- és televíziórendező szakos hallgatója volt. 1968–1995 között a Pannónia Filmstúdióban dolgozott. 1995-ben nyugdíjba vonult. 2011. szeptember 14-én elhunyt.

## Filmjei
- A kamera bosszúja (1964)
- Keresztmetszet (1965)
- Fejhangok (1966)
- Nyelvlecke (1967)
- Hogyan éljen az idős ember? (1968)
- A mozi (1969)
- Tojás (1969)
- Reggeli ábrándozás (1969)
- Feleségképzés Anno 1904 (1970)
- Strip-tease (1970)
- Arcok mögött (Pap Oszkár) (1971)
- Életmű (1972)
- Pléh-boy (1973)
- Jócselekedetek (1974)
- A hétköznapok anatómiája (1975-1977)
- Moto perpetuo (1981)
- Teljesítmény és siker (1982)
- Emlékszel? (1983)
- Elcserélt szerelem (1983)
- Naplótöredék (1983)
- Hanyas vagy? (1983)
- A hegedű (1984)
- Az én családom (1985)
- Felelj szépen, ha kérdeznek (1985)
- Kire ütött ez a gyerek? (1986)
- Párbeszéd EKG közben (1986)
- Jó nekem! (1987)
- Mit hoz a tegnap? (1988)
- Kriszta és a szíve (1988)
- 7 figyelmeztető jel (1988)
- Andaxin kora (1989)
- Happy Birthday (1996)
- Irány 2000 (1999)
- Arclenyomat (2008)

## Díjak
- Oberhauseni nagydíj (1968) Nyelvlecke
- 34. Cannes-i Nemzetközi Filmfesztivál – Arany Pálma (1981) Moto perpetuo
- Triesti Aranypecsét (1982) Moto perpetuo
- Balázs Béla-díj (1982)
- Lipcsei Filmfesztivál – FIPRESCI-díj (1983) Hanyas vagy?
- Oberhauseni fődíj, Filmkritikusok díja, Evangélikus Egyház díja (1984) Hanyas vagy?
- Érdemes művész (1985)